# Актабанский сельсовет
Актабанский сельсовет — упразднённые административно-территориальная единица и муниципальное образование со статусом сельского поселения в Петуховском районе Курганской области Российской Федерации.
Административный центр — село Актабан.
Законом Курганской области от 12 мая 2021 года № 49 к 24 мая 2021 года упразднён в связи с преобразованием муниципального района в муниципальный округ.

## История
Статус и границы сельского поселения установлены Законом Курганской области от 4 ноября 2004 года № 635 "Об установлении границ муниципального образования «Актабанский сельсовет», входящего в состав муниципального образования «Петуховский район».
Законом Курганской области от 20 сентября 2018 года N 93, в состав Актабанского сельсовета были включены оба населённых пункта упразднённого Большекаменского сельсовета.

## Население
| 1989 | 2002 | 2004 | 2010 | 2012 | 2013 | 2014 |
| ---- | ---- | ---- | ---- | ---- | ---- | ---- |
| 1166 | ↘961 | ↗974 | ↘645 | ↘605 | ↘571 | ↘534 |
| 2015 | 2016 | 2017 | 2018 | 2019 | 2020 |      |
| ↗545 | ↘522 | ↘499 | ↘478 | ↘447 | ↗497 |      |

## Состав сельского поселения
| № | Населённый пункт | Тип населённого пункта       | Население |
| - | ---------------- | ---------------------------- | --------- |
| 1 | Актабан          | село, административный центр | ↘574      |
| 2 | Орлово           | деревня                      | ↘14       |
| 3 | Песьяное         | деревня                      | ↘57       |
| 4 | Большое Каменное | село                         | ↘162      |
| 5 | Новая Лебяжка    | деревня                      | ↘31       |